# Saint-Julien-sur-Calonne
Saint-Julien-sur-Calonne település Franciaországban, Calvados megyében. Lakosainak száma 172 fő (2022. január 1.). Saint-Julien-sur-Calonne Les Authieux-sur-Calonne, Manneville-la-Pipard, Pierrefitte-en-Auge, Pont-l'Évêque, Saint-André-d’Hébertot és Surville községekkel határos.

## Népesség
A település népessége az elmúlt években az alábbi módon változott:
| Lakosok száma | 211  | 199  | 212  | 194  | 176  | 166  | 165  | 168  | 167  | 172  |
|               | 1968 | 1982 | 1990 | 2006 | 2013 | 2015 | 2017 | 2019 | 2020 | 2022 |